# 袖の巻

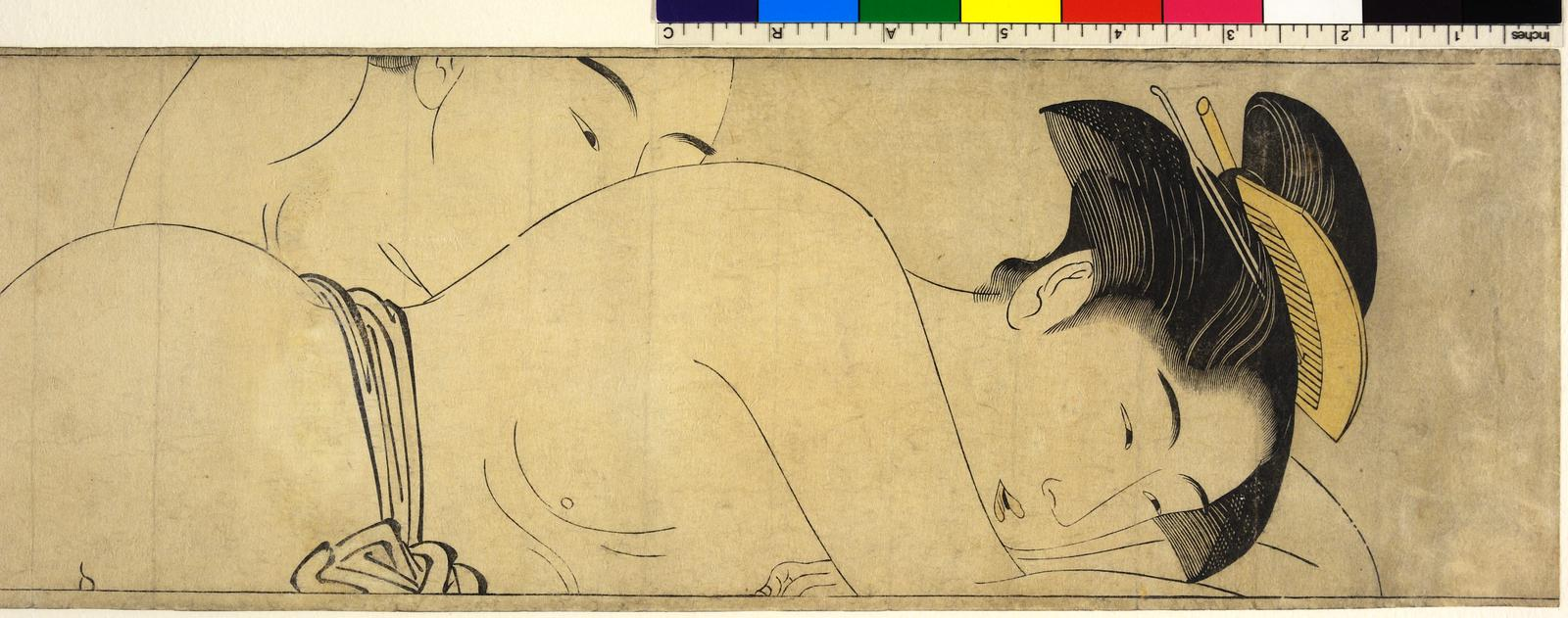
『袖の巻』第11図（部分）。

『袖の巻』（そでのまき）は鳥居清長により1785年（天明5年）に制作されたと考えられている浮世絵春画である。序文と12枚の絵画の組み合わせで構成されており、春画としては異例の横長の画面に、優れた構図と巧みな技術で表情豊かに性行為が描かれており、喜多川歌麿の『歌まくら』と並び、日本の春画を代表する傑作のひとつであると評価されている。また『歌まくら』と葛飾北斎の『富久寿楚宇』の制作に影響を与えたと考えられている。

## 鳥居清長と春画

### 鳥居清長の画業
『袖の巻』の作者である鳥居清長は、1752年（宝暦2年）、江戸に生まれた。清長の父、白子屋市兵衛は日本橋の魚河岸から分離した新場と呼ばれた魚市場の近くで本屋を営んでおり、周辺には市村座、中村座があり、幼少時から歌舞伎や、実家が本屋であったことから錦絵や草双紙などに触れる機会に恵まれており、これらは清長の芸術的天分を磨く格好の材料になったと考えられる。清長がいつ師匠である鳥居派の鳥居清満の門下に入門したのかははっきりしていないが、宝暦末期から明和2年（1765年）頃のことと推定されている。当時、浮世絵界は錦絵の創始者である鈴木春信の全盛期であった。
当初清長は鳥居派の画風に忠実な作品を制作していたが、やがて鳥居派の画風から抜け出して鈴木春信、恋川春町、北尾重政、勝川春章、磯田湖龍斎らの影響を受けつつ中版の美人画や黄表紙を制作するようになった。写実性が高い清長の作品の人気は徐々に高まっていき、安永末期から天明初期には黄表紙の第一人者と評価されるようになった。天明年間に入ると清長の作品は江戸庶民の生活そのものを表現した独自の画風が明確となり、その中で優れた大判の美人画を立て続けに制作する。清長の大判美人画は健康的で優美な女性像、そして江戸市井の生命力を描き出しており、六大浮世絵師の一人として確固たる評価を与えられることになった。また清長の中版、大判の浮世絵作品はその巧みな画面構成も高く評価されている。

### 春画作品と袖の巻
鳥居清長の春画作品は磯田湖龍斎、北尾重政、勝川春章、喜多川歌麿といった同時期に活躍した浮世絵師よりも数少ない。これは清長の画業の最盛期である天明期は美人画制作に多くの時間が割かれていたとみられることと、後に鳥居派の4代目を継いで歌舞伎関係の作品制作を中心に置かざるを得なくなったという事情によるものと考えられている。
確認されている中で清長が制作した最初の春画は、1773年（安永2年）頃のものと考えられる『色道十二月』である。『色道十二月』は鈴木春信、北尾重政、磯田湖龍斎からの影響が指摘できるが、清長独自の画風の萌芽が見られると評価されている。『色道十二月』制作後の約十年間、清長は春画の制作から離れていたものと考えられているが、今後知られていない清長の春画が発見される可能性を指摘する意見もある。1784年（天明4年）の制作と考えられる『色道十二番』は清長の絶頂期に差し掛かる頃の作品であり、明るい色使いと健康的に性を描いた名作と評価されている。前述のように優れた美人画を相次いで発表していた清長にとって、女絵の極北である春画をやはり存分に描いてみたかったのではないかとの推測もある。
『色道十二番』に続いて、清長の活躍が最高潮に達した1785年（天明5年）の制作と推定されている『袖の巻』が発表された。『袖の巻』は後述のように柱絵を横にした、春画としては異例な形式で制作された。前述のように鳥居清長の春画作品は数少ないものの、『色道十二番』、『袖の巻』のクオリティの高さから、他のより多作な浮世絵師たちを凌駕し、浮世絵春画の代表的な絵師の一人として評価されている。

## 形態
『袖の巻』は作者名が明記されている落款等は無いものの、作風から鳥居清長作であることは明白であるとされている。画面は柱絵を横にした形式であり、序文に続いて12枚の色摺の春画で構成されている。序文と12枚の絵は上下約12センチメートル、左右は約67センチメートルという横長の画面となっており、現存する『袖の巻』の初版はほとんどが巻物仕立てとなっている。つまり序文に12枚の春画を一巻の巻物として刊行されたと考えられるが、序文と第1図、最後の第12図以外は厳密な順番は無かったものと考えられ、巻物仕立てにされずに各図版単体でも販売されたのではとの推測もある。
横長の画面の春画は鳥居清長以前にも描かれているが、用紙自体は「短冊」と呼ばれて詩歌を書く用途のものであり、書や絵画に用いられるものの、春画に用いられる例は稀であった。また前述のように柱絵から横長の画面は派生したものと考えられ、柱絵は『袖の巻』が制作された時期には形式的に確立されたものとなっていたが、清長の『袖の巻』がその頂点を極めたものになっていると評価できる。
12枚の絵には書き込みが無く、純粋に絵画のみを鑑賞する形式となっている。また色使いは当時の標準的な春画よりも抑え気味であり、官能的な世界を展開しながらも描写も抑え気味になっている。横版で書き込みが無く、抑え気味の描写は男女の顔立ちと性器に視点を集中させる効果をもたらしている。また『袖の巻』は横版にした柱絵という春画としては特異な様式の中でトリミングの技法を駆使し、限られた細長の画面を逆手に取るような優れた構図、レイアウトで描かれている。限られた画面であるため描写対象への接近の度合いが高くなって迫真感が強まり、上下の情景がカットされることにより装飾的な要素が最小限度に抑えられ、性器の交合部分により焦点が当たるようになっている。
版元は鳥居清長の浮世絵の大部分を出板していた永壽堂の西村屋与八であると考えられている。なお現存する『袖の巻』の中には鈴木春信風の鮮やかな色遣いのものもあり、これは摺師の嗜好の差による別バージョンであると考えられている。

## 名称について
現存している『袖の巻』の初版に題箋がつけられたものは皆無であり、元来別に表題が添付されていた可能性は残るものの、表題は無いとされている。横長の画面を巻くとちょうど袖の中に収められることと、後述の序文の中に「色香を袖の巻とし」と言及されているところから、『袖の巻』と呼ばれている。『袖の巻』のような小型の巻物は趣味人たちが集まって作品を見せ合う際などに、袖の中に入れて持ち寄っていたと考えられ、利用の実態に合わせた名称と言うことができる。

## 各図

### 序文

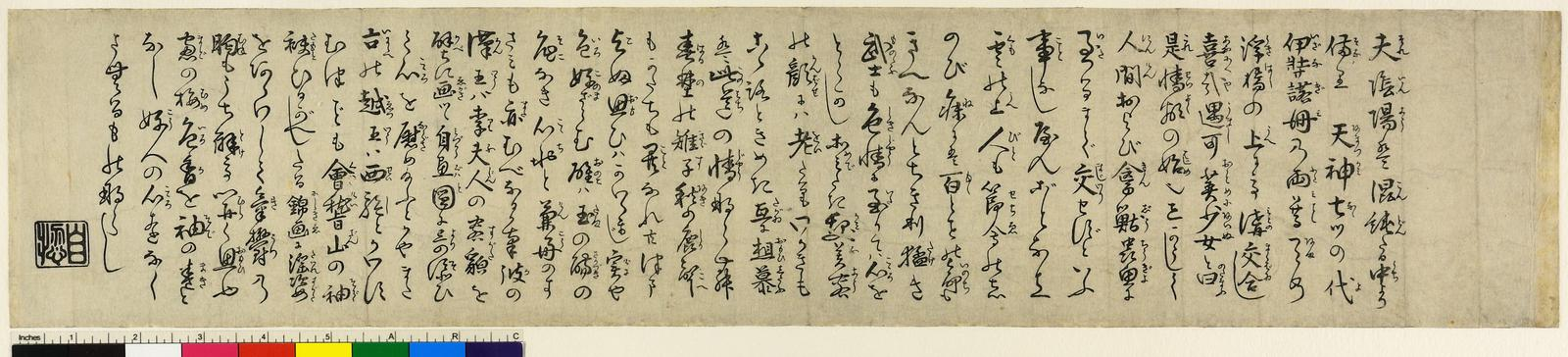
序文

序文は作者清長自身の筆で書かれたものと考えられており、日本人の祖である神々の逸話から説き起こし、性愛の虜となった古人の例などが取り上げられ、最後に「自惚（うぬぼれ）」の印で落款が押されている。これは作者清長の本作品に対する並々ならぬ自信を示したものである。

### 第1図

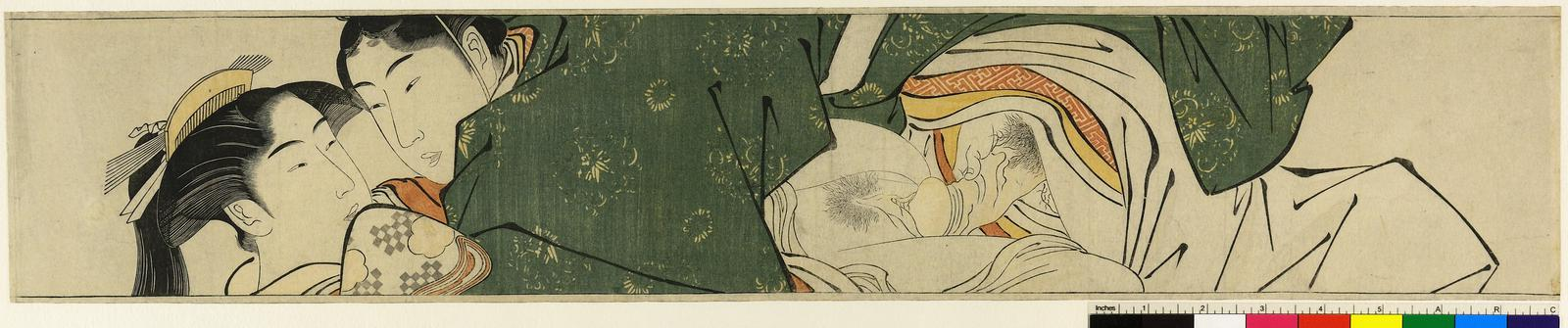
第1図

絵の主題は御伽草子『十二段草子』や浄瑠璃で描かれた15歳の牛若丸と14歳の浄瑠璃姫との間に恋が芽生え、契りを結ぶという恋物語である。この物語は多くの人に知られていたものであったため、清長は『袖の巻』の冒頭に牛若丸がうら若い浄瑠璃姫に乗りかかり、挿入しようとしている場面を描いたものと思われる。牛若丸、浄瑠璃姫ともに恥じらいの表情を見せている。

### 第2図

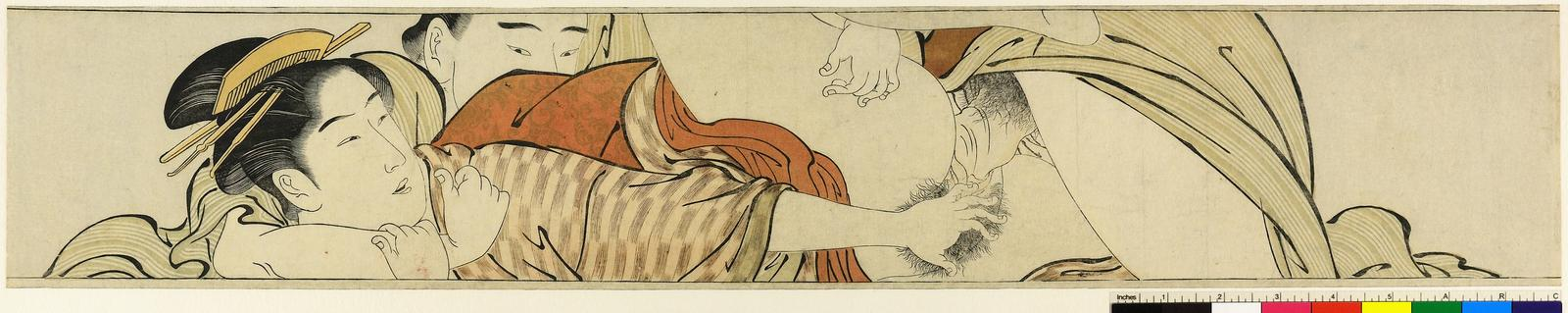
第2図

冒頭の第1図が著名な伝説から題材を選んだのに対し、それ以降は当時の性生活から題材を選んだ構成となっており、まず第2図はお歯黒をつけた若い既婚女性が腕を伸ばして秘部を隠そうと試みているものの、男性に犯されていく場面を描いている。拒む既婚女性を物にした男性の目つきは陰険であり、一方、女性は眉を寄せており、生々しさ、切迫感を描き出すことに成功している。画面構成としては官能的に描かれた女性の臀部と女性器に視線が集まるようになっている、

### 第3図

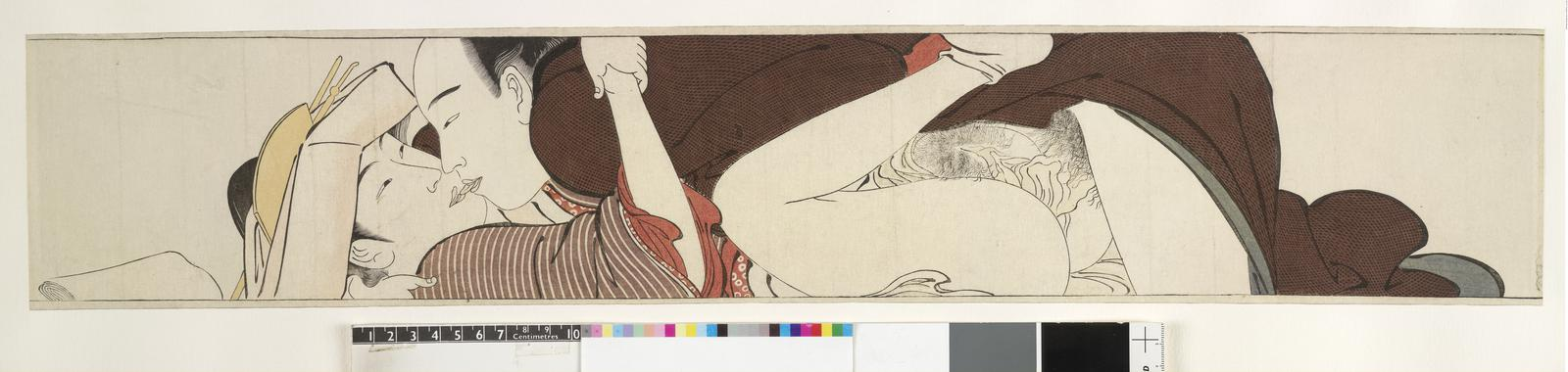
第３図

第3図は将軍家ないし大名の奥勤めの御殿女中が、寺院への代参目的で角隠しを被って外出をした機会を捉え、恋人の男性との逢瀬を楽しんでいる場面を描いたものである。女性は角隠しも足袋も脱がず、両手で男性の背中をしっかりと抱きしめていて、目は男性をしっかりと見つめ、男性の舌を吸おうとしている。構図的には頭部、身体そして性器をバランスよく描いており、色使いは抑え気味にされている。

### 第4図

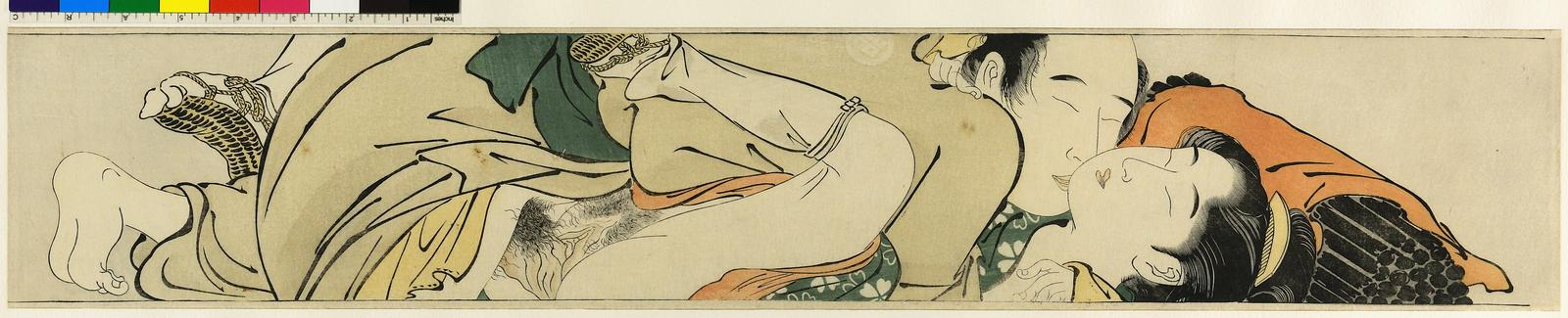
第4図

京都で黒木を売り歩く大原女が商売道具である黒木を枕にして若い男性と抱き合い、ともにエクスタシーの頂点に達しているカップルとしての至福の時を描いている。第4図は大原女と田舎の男性との絡みを描いたとの説と、若い男性が着用している着物の背紋から考えて、理想的なカップルの代名詞であった「東男に京女」を描いたのとの説がある。

### 第5図

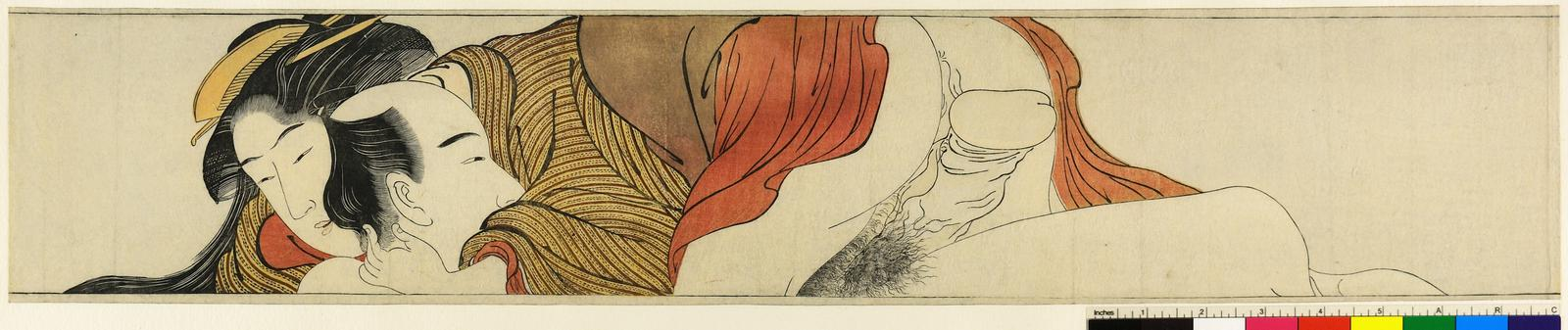
第5図

黄八丈を着た年増の女性が、結い上げた髪を乱しながら裸の男性に跨っている場面を描いている。熱情には欠けるものの、構図としては完璧なものであるとの評価がある。

### 第6図

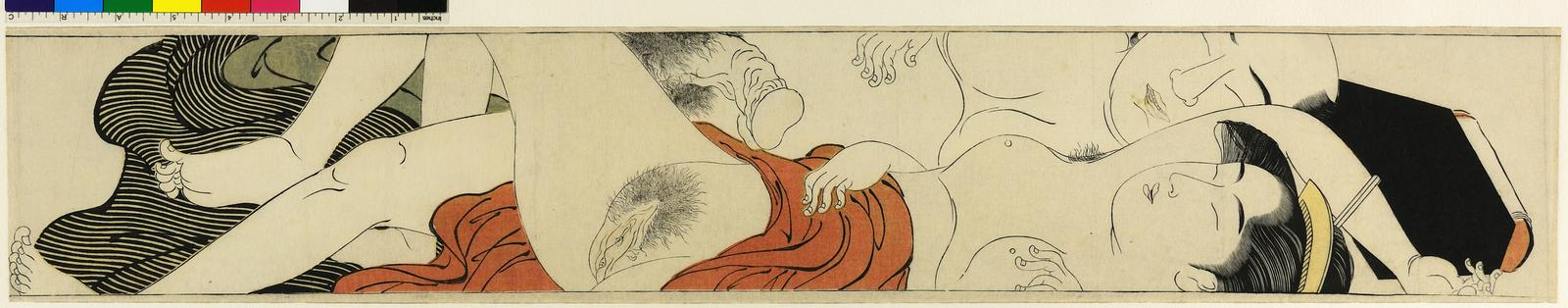
第6図

男女とも腹が出てきており、男性は髪が薄くなっていて顎には皺が寄っており、中年の夫婦を描いた作品と考えられる。夫婦ともに軽く目を閉じ、口は半開きで手足とも脱力していて、男性器は力を失いつつある。また枕は倒れ足元の衣類は乱れている。つまり当作品は中年夫婦の性行為後の光景を描いており、何の誇張も文章による説明もなく、長年慣れ親しんできた夫婦の性行為後の満足感を描いている。

### 第7図

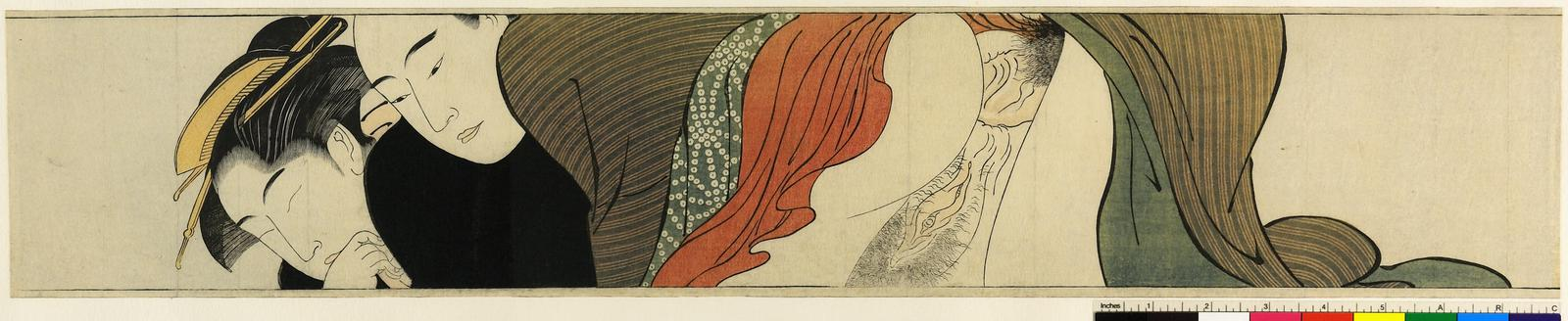
第7図

黒い羽織を着た女性を男性が背後から抱きしめながら性行為を行っている光景であり、アナルセックスを描いているとの見方がある。女性は芸者であると考えられており、片手で口を隠しながら目をつぶっていて。男性の表情には緊張が感じられる。アナルセックスを描いたとの見立てでは、女性の表情は快楽と苦痛とが混じったものであると見なしていて、男女の爛熟した愛欲を描き切っているとの評価もある。第7図には羽織の黒の効果を評価する意見があり、構図、構成的に完璧なものであると高く評価されている。

### 第8図

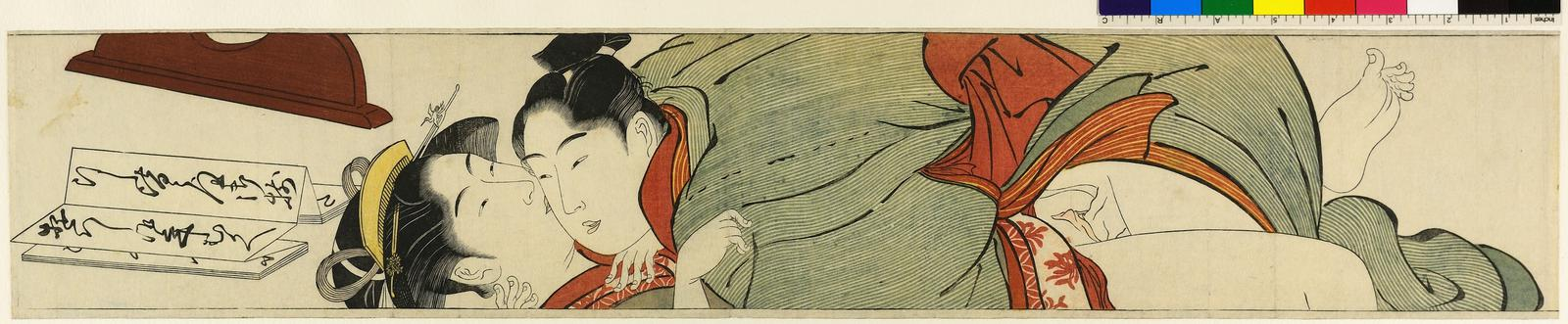
第8図

第8図ではこれまでの背景描写を極力省略していた場面とは異なり、文机と習字のお手本が描かれて寺子屋での光景であることが示されている。男女ともに陰毛が描かれておらず、寺子屋で学ぶ幼い男女の性行為を描いていることがわかる。まだ幼い男女の性行為らしく熱情はあまり感じ取れないとの評価があるが、女性が取り澄ました表情を見せていてあどけなさを感じさせるという見立てや、身を任せつつも女性が男性の耳元で何ごとかをささやいている光景が、女性がリードしている雰囲気を出しているとの見方がある。

### 第9図

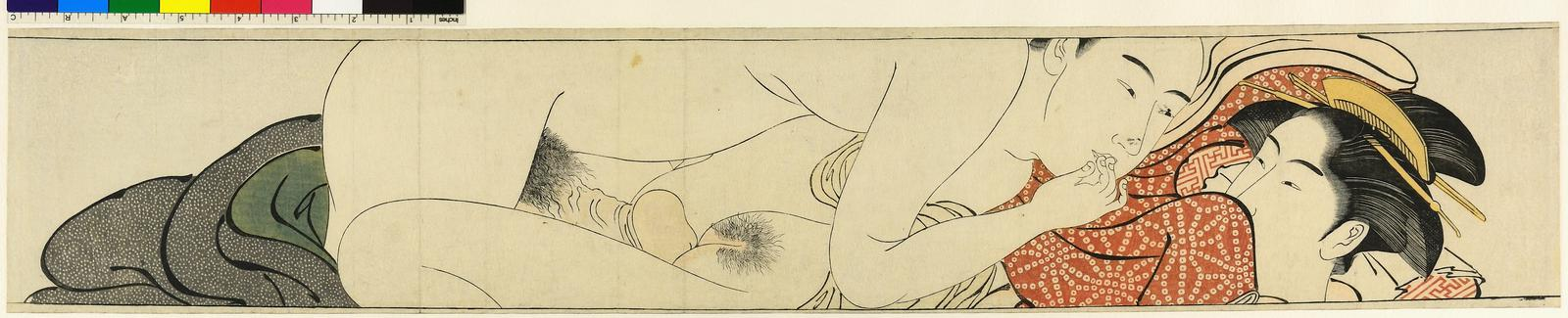
第9図

花魁の見習いである振袖新造が初めての客を取る場面を描いている。男性の足元に脱ぎ捨てられた江戸前の鼠小紋の衣装が遊び慣れた雰囲気を醸し出しており、指に唾をつけて秘部を濡らして挿入しようとしている。一方、初めて客を取る女性は袖で顔の半分を隠し、目が座った表情からも緊張感が感じられる。全体的に色使いは抑えられ、男女の性器に視点が集まる構図になっている。

### 第10図

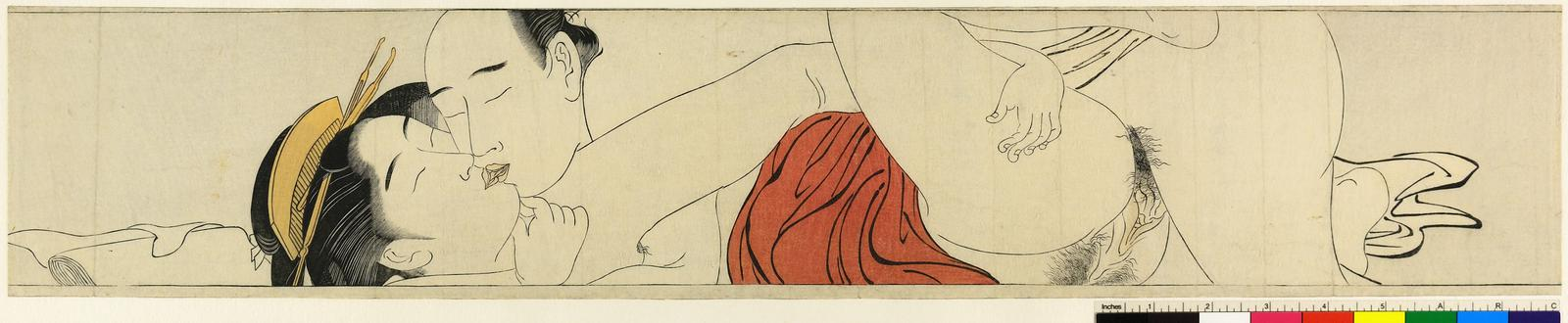
第10図

女性は深川仲町などの大衆的な岡場所の芸者を描いたものと考えられている。第7図とともにアナルセックスを描いたとの見方があり、深く挿入するために女性は自らの左手で左足を持ち上げている。また色使いが極めて抑えられ描かれているという特徴も指摘されている。

### 第11図

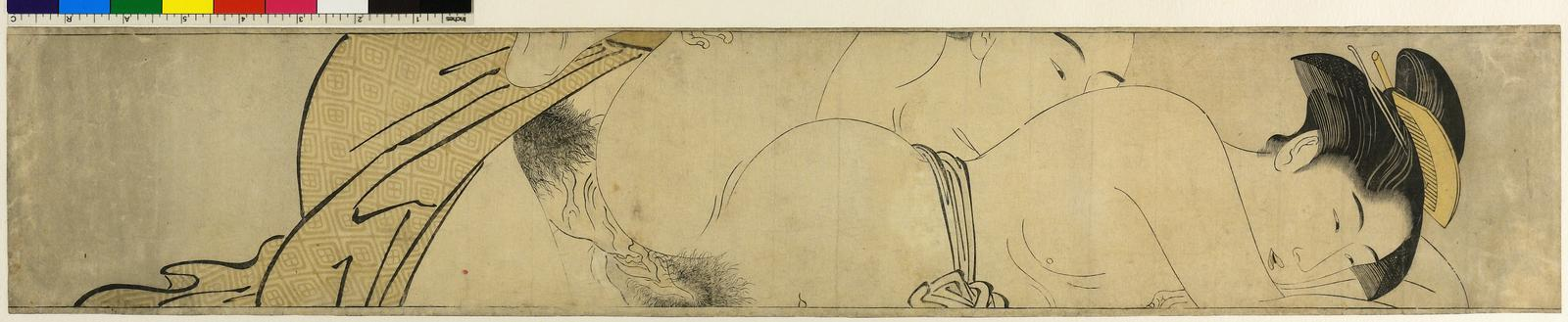
第11図

女性は妊娠中であり腹帯を締め、体つきもふくよかに描かれていて、肌に張りが感じられる。つまり妻が妊娠中である若夫婦の性行為を描いた作品であり、夫は妊娠中の若妻を気遣いながら後ろから攻めていて、妻は夫の気遣いを受けて快楽に身をゆだね、満ち足りた表情を見せている。色使いは第10図以上に抑制されているが、描線で妊娠中の女性の豊満な肉体美となめらかな肌の質感を描き出すことに成功している。

### 第12図

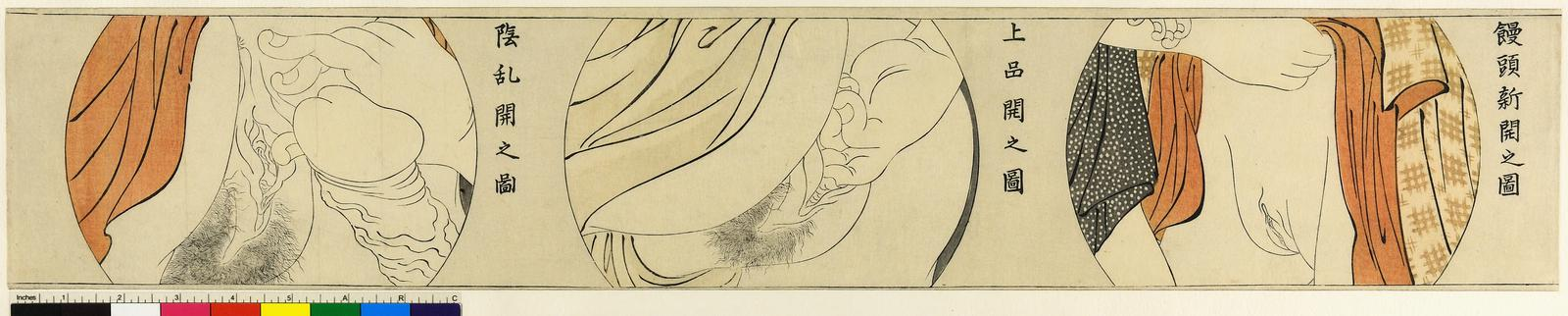
第11図

第12図はこれまでの11図とは趣向をがらりと変え、3つの円形画面に3つの異なった女性器を描いている。この趣向は当時の春画に見られるものであり、作者清長が変化を加えるために入れたものと考えられている。また春画の画中に描かれた鏡に女性器を映し出す趣向があり、その部分を抜き書きしたものとの説もある。3つの女性器は右側から「饅頭新開之図」、「上品開之図」、「陰（淫）乱開之図」と題されている。右の「饅頭新開之図」は陰毛が無い処女の女性器であり、女性器に伸びようとする男性の手を女性が押さえつけている場面を描いている。中の「上品開之図」はいわゆる名器である女性器のことであり、男性が女性器に指を差し入れている場面を描いている。そして左の「陰（淫）乱開之図」は使い込まれた女性器といった意味で、男性器が挿入されようとしている場面を描いている。なおかつて第1図から第11図までは当初一部を目隠しするような形で公開されたものの、性器そのものが主題である第12図のみは公開が困難であった。

## 受容史
『袖の巻』は、当初鳥居清長の研究者の間でもほとんど知られていない作品であった。1932年（昭和7年）に刊行された野口米次郎著の『清長（六大浮世絵師決定版）』には『色道十二番』は一部紹介されているものの、『袖の巻』は触れられなかった。また鳥居清長の研究者として著名な平野千恵子が1939年に刊行したKiyonaga:A Study of his Life and Worksにも『袖の巻』などの春画の記載は全くない。これは未婚女性であった平野千恵子に清長作の春画を見せるコレクターが居なかったとも、平野千恵子自身、鳥居清長が春画を制作したことを知らなかったとも信じなかったとも言われている。
『袖の巻』の初紹介は制作後約140年が経過した1926年（大正15年）12月に刊行された澁井清編による『元禄古版畫集英』一輯の付録である『好色浮世繪版畫目録』においてである。続いて1932年（昭和7年）に刊行された澁井清編の『ウキヨヱ内史』の中で、『梅色香袖の巻』の題名で「細長錦（柱懸横型）清長画」として紹介され、1945年（昭和20年）には吉田暎二著の『浮世絵事典』の中でやはり『梅色香袖の巻』の題名で紹介されている。これらの紹介は全て文章によるものであり、部分的でも写真が紹介されたのは1953年（昭和28年）に刊行された吉田暎二著の『秘蔵版・清長』が初であった。その後画面に修正を施した形ではあるものの、全12図が本来の横長の画面で紹介されたのは、1976年に刊行された林美一著の『艶本研究 清長と春潮』が初めてのことであった。

## 評価
春画研究者の林美一は、『袖の巻』を江戸枕絵史の5本の指に入るべき傑作であるとして、中でも第7図の羽織の黒の効果について「本図ほど黒の効果を見事に生かし切った作品を、私は他に知らない」と評価し、男女の表情の描写、構成も隙がないとして高く評価している。また第11図の妊婦の描線の美しさを、墨による描線一本で見事な女性美を描いていて「健康的な清長天明美人の代表傑作」であるとしている。浮世絵研究家の吉田暎二は、『袖の巻』をトリミングと構図の優れた技術が発揮された作品であり、勝川春潮の春画に横長の図版の類似作品があるものの『袖の巻』よりも大きめの画面を使用しており、他の浮世絵師が作品としてまとめ上げるのが困難であったと考えられる横長の柱絵で、傑作を制作した鳥居清長を高く評価している。
浮世絵研究家の山本ゆかりは、『袖の巻』が喜多川歌麿の『歌まくら』と並んで日本の春画史上における最高傑作であることはいまや常識であり、第6図の中年夫婦の性行為後の満ち足りた光景などを評価しており、中でも第11図の妊娠中であることを気遣いながらも性の快楽に身を委ねる女性の至福の表情は、浮世絵史上最も美しい表情であるとしている。また山本は鳥居清長の美人画は優美で健康的である反面、表情に乏しい面があるが、春画は実に生き生きとした表情を見せており、清長は感情を描くことが出来ない絵師ではなかったとして、春画が無ければ清長の魅力は半減してしまうと主張している。
江戸文化の研究家である田中優子もまた、人間心理を描き切った春画の浮世絵師は鈴木春信、喜多川歌麿の他には『袖の巻』の鳥居清長しかおらず、他の春画を描く浮世絵師は即物的な性を描き続けていたとしていて、『袖の巻』は線が美しくて無駄な部分が無く、他の春画とは品格が違い、春画のなかでも一番の傑作であると見なしている。そして上野千鶴子も『袖の巻』は構図も線も最高であり、春画の中で最も好きな作品であるとしている。
春画の研究で知られる白倉敬彦は、第11図の妊婦の女性の表情は世界の性愛図の中でこれほど穏やかで魅力的な表情をしている例は無いとしたうえで、『袖の巻』が春画の最高傑作であると言われていることを肯定している。また白倉は第３図の御殿女中の恋人である男性を凝視するまなざし、第4図の大原女の恍惚とした表情の描写を高く評価している。浮世絵研究家のリチャード・レインは清長の春画の美しさは誰の目にも明らかであるとしており、中でも第1図の浄瑠璃姫の愛らしさは偉大な歌麿をもってしても決して超えることが出来ないと評価している。またレインは顔と性器に視点が集中する『袖の巻』は「性を描いた大首絵」というべきものであり、春画の本質まで掘り下げた傑作であると考えている。
浮世絵の研究者である小林忠は、『袖の巻』の女性の恍惚とした表情、夫婦と見られる男女が幸せそうにしている光景を評価しており、やはり春画史上の最高傑作は『袖の巻』であると考えている。また美術史家の辻惟雄は『袖の巻』は男女の理想のありかたを描いていると考え、鳥居清長、喜多川歌麿が春画の頂点であったと主張している。
一方、早川聞多は、背景描写や書き入れが省略され、男女の容貌と性器に視点が集中する『袖の巻』では顔と性器とがほぼ同じ大きさで描かれており、表の世界を代表する容貌と、裏の世界を代表する性器を同等の重みで描くことによって、人間の表と裏の世界との関係性を凝縮している性愛を最も象徴的に描いていると評価している。

## 影響
『袖の巻』は喜多川歌麿の春画の傑作とされる『歌まくら』に影響を与えたと考えられている。『袖の巻』の出来栄えを見た歌麿がその創作意欲を強く刺激されたものと考えられ、絵柄の類似、そして『歌まくら』にはそれまでの歌麿の作品には見られなかった対象に接近した描写があることから、『袖の巻』からの影響が推測される。そして清長の『袖の巻』、歌麿の『歌まくら』は、葛飾北斎の創作意欲を高め、やはり日本の春画を代表する傑作とされる『富久寿楚宇』の制作に繋がったと考えられている。

## 復刻
東京伝統木版画工芸協同組合は木版画の技術継承を目的として、経済産業省の伝統的工芸品産業支援補助事業からの補助を得て、10年の年月をかけて『袖の巻』の復刻を行った。2022年（令和4年）9月から10月にかけて、『袖の巻』復刻の完成を記念した展示会が開催された。